# Music Sounds Better with You
Vous lisez un « article de qualité » labellisé en 2025.
Clip vidéo
(en) [vidéo] « Stardust - Music Sounds Better With You (Official Music Video) », sur YouTube
Music Sounds Better with You est l'unique chanson du groupe de French touch Stardust, parue le 20 juillet 1998. Stardust est composé de Thomas Bangalter, membre des Daft Punk, du disc jockey Alan Braxe et du chanteur Benjamin Diamond.
Le groupe Stardust s'est formé pour une représentation au Rex Club à Paris le 11 décembre 1997 et a écrit Music Sounds Better with You en échantillonnant un riff de guitare de la chanson Fate de Chaka Khan sortie en 1981. Après un enregistrement réalisé durant une semaine au Daft House, le studio de Bangalter à Paris, le single paraît sous le label Roulé fondé par Thomas Bangalter, puis face à la forte demande internationale et aux nombreuses copies illégales qui circulent, il est publié sous le label Virgin Records. Le clip vidéo est réalisé par Michel Gondry et tourné à Los Angeles durant l'été 1998.
Music Sounds Better with You se hisse à la deuxième place des charts britanniques en août 1998 et y reste pendant deux semaines, devenant l'un des singles les plus vendus au Royaume-Uni cette année-là. Il est également en tête du classement américain Billboard Dance Club Play pendant deux semaines. Il est certifié double disque platine au Royaume-Uni, disque de platine en Australie et disque d'or en Belgique et en France. Le single s'est vendu à deux millions d'exemplaires dans le monde.
La chanson est considérée comme l'une des meilleures chansons de dance par plusieurs publications. Stardust s'est ensuite produit une seule fois, lors du festival de musique techno Boréalis à Montpellier, avant de se séparer après avoir conçu plusieurs démos non publiés. Thomas Bangalter, préférant privilégier sa collaboration avec Daft Punk, décline une offre de trois millions de dollars de la part de Virgin Records pour produire un album de Stardust.

## Contexte

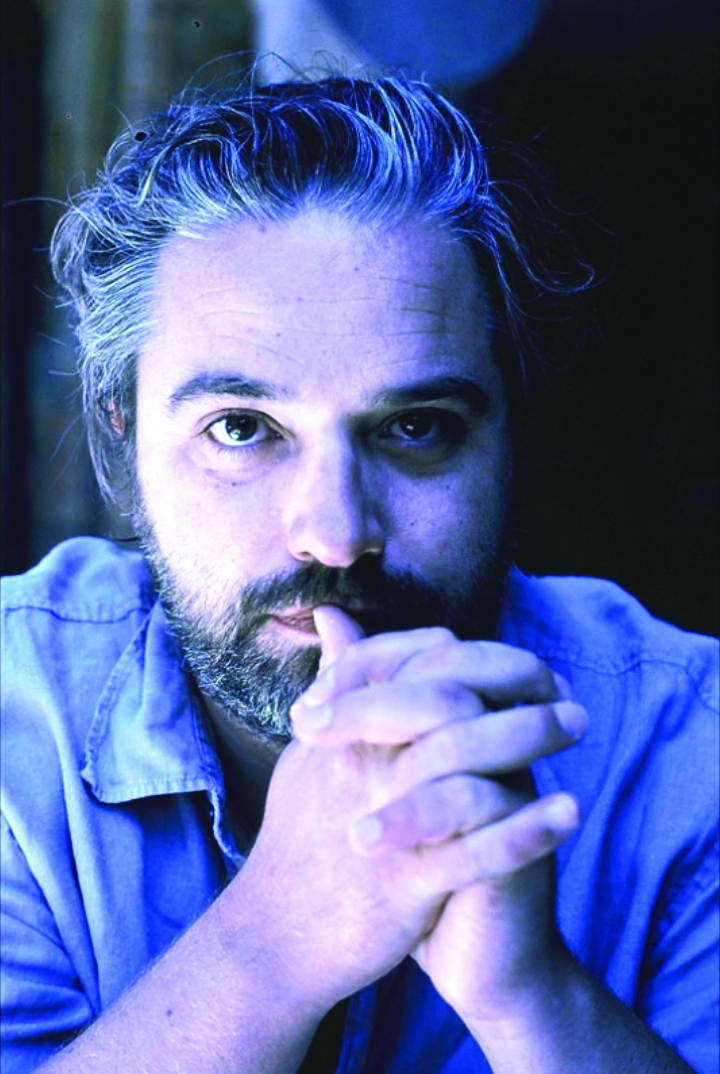
Le disc jockey Alan Braxe, l'un des membres de Stardust.

À la fin des années 1980, la house et la techno, deux courants musicaux populaires auprès des communautés latino et afro-américaines dans les discothèques gays de Chicago et de Détroit, arrivent en France dans le milieu de la nuit parisienne. Le disc jockey Alan Braxe et le chanteur Benjamin Diamond se sont rencontrés durant leur adolescence, au collège, et se lient d'amitié autour de la musique. Alors qu'ils ont dix-sept ans et que la house devient populaire dans les clubs gays de Paris et de sa banlieue, ils achètent tous les disques de house qu'ils peuvent trouver, se rendent en boîte de nuit et participent à des raves organisées parfois illégalement,.
Au début des années 1990, Alan Braxe abandonne ses études d'histoire à l'université et effectue une année de service militaire. Sans perspectives d'emploi, il abandonne le violoncelle et décide de se consacrer, à l'âge de 25 ans, à la musique électronique en achetant du matériel : une petite table de mixage Mackie 12 canaux, un compresseur Alesis 3630 et un échantillonneur Casio FZ-1,. Après avoir obtenu un prêt de la part d'un ami, Braxe se laisse un an pour produire un maxi, puis en présente la démo — il s'agit de Vertigo — à Thomas Bangalter, membre du duo de musique électronique Daft Punk, qu'il a rencontré dans une discothèque en 1993,. Bangalter le publie sur son label, Roulé, en 1997.
Après la sortie de Vertigo, Alan Braxe, avec Thomas Bangalter aux claviers et Benjamin Diamond au chant, joue au Rex Club à Paris le 11 décembre, devant un public clairsemé, dans le cadre de soirées mensuelles organisées depuis septembre de la même année par DJ Kenobi et DJ Jess, deux amis des Daft Punk. À l'époque, Benjamin Diamond était le chanteur d'un groupe punk. Il quitte le groupe lorsqu'ils expriment du mépris pour sa collaboration avec des musiciens électroniques, lui disant de « retourner voir [s]es amis de Daft Punk et de [les] oublier ».
Pendant les répétitions, le groupe a besoin d'un morceau supplémentaire pour compléter le set. Braxe dit qu'ils voulaient écrire une chanson plutôt qu'un « pur morceau de club ». Ils trient plusieurs vinyles, puis composent la première version de Music Sounds Better with You en utilisant en boucle les trois premières secondes d'un riff de guitare de Fate de Chaka Khan en 1981, ancré par une ligne de basse de quatre mesures, et échantillonné à l'aide d'un E-mu SP-1200.

## Enregistrement

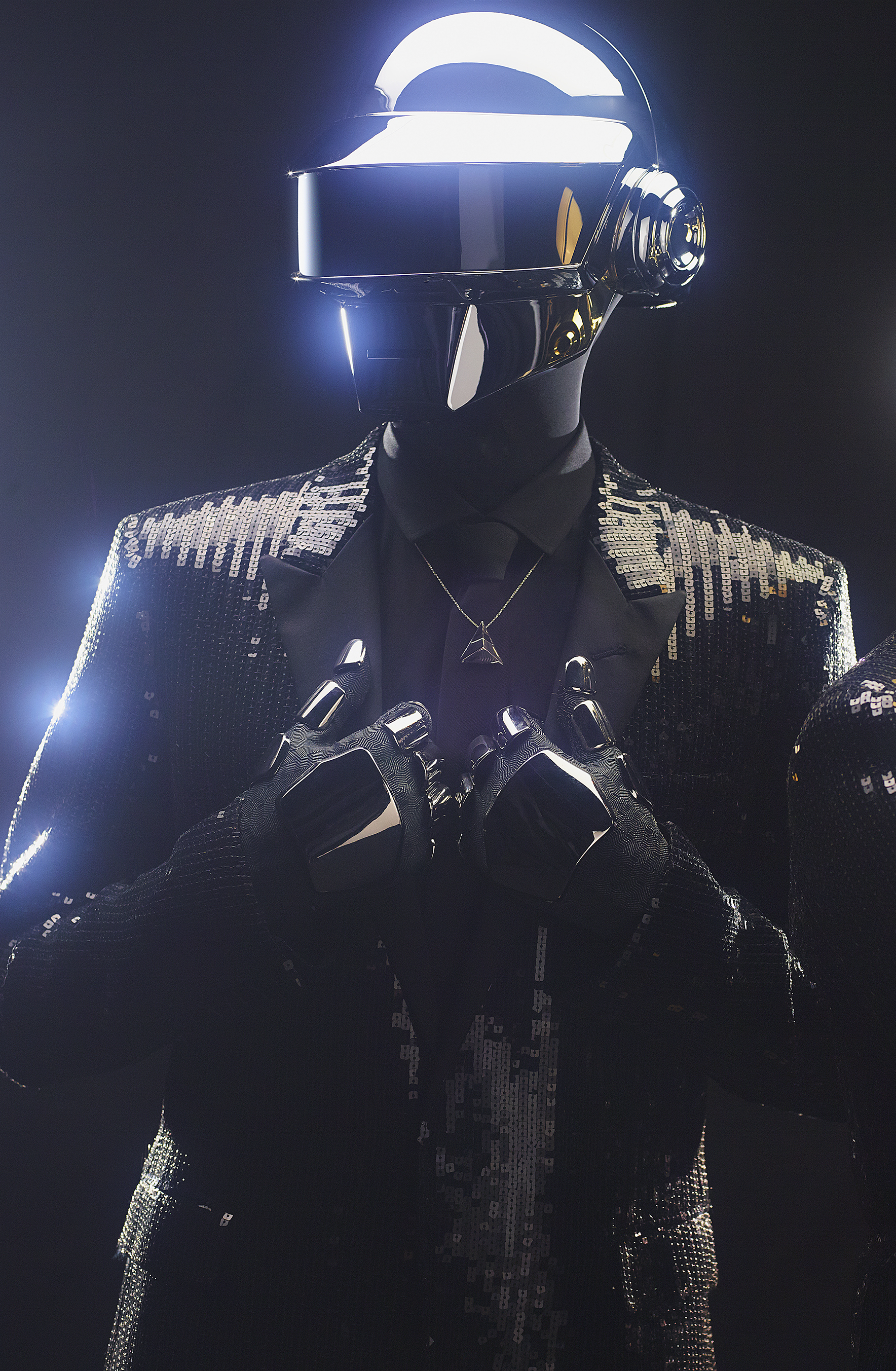
Thomas Bangalter, l'un des membres des Daft Punk (ici en 2013), prend part au projet Stardust.

Après la performance au Rex Club, les membres de Stardust, Thomas Bangalter, Alan Braxe et Benjamin Diamond, travaillent sur Music Sounds Better With You pendant six jours au Daft House, le studio personnel de Bangalter à Paris. Ce dernier déclare dans un entretien en 1999 : « Ça nous a pris une semaine. Mais je suis très content de voir qu'il y a des gens qui disent que Music… a été fait en deux secondes… ». Ils arrangent le morceau en utilisant un piano électrique Rhodes, une boîte à rythmes Roland TR-909, une ligne de basse enregistrée sur un synthétiseur Korg Trident et un clavier d'échantillonnage Ensoniq ASR-10, en déclenchant différentes sections en les attribuant à différentes touches. La voix de Diamond et la piste finale sont compressées avec un Alesis 3630. Au début, Diamond n'aime pas sa voix sur l'enregistrement et souhaite recommencer son chant, mais Bangalter et Braxe trouvent qu'elle est parfaite. 
Les paroles sont écrites par les trois membres du groupe. Ils ont écrit plus de paroles que ce qu'il y a dans la version finale de la chanson, mais n'ont pas réussi à trouver un moyen de les arranger. Le titre est donc coupé pour atteindre seize mesures et une harmonie avec la basse. Diamond a estimé que les paroles finales sonnent « comme un mantra, quelque chose que tout le monde pouvait comprendre ». Le morceau est achevé un lundi matin. En évoquant le moment où le groupe écoute le résultat de sa création, Braxe déclare qu'ils étaient satisfaits de la chanson finale, estimant qu'ils avaient créé quelque chose d'original et de nouveau. Il a décrit sa répétition et sa simplicité comme quelque chose qui ressemble à de la « musique techno ou au hip-hop instrumental » et qu'il s'agit « juste d'un équilibre entre s'ennuyer et ne pas s'ennuyer ».

## Parution

### Sortie

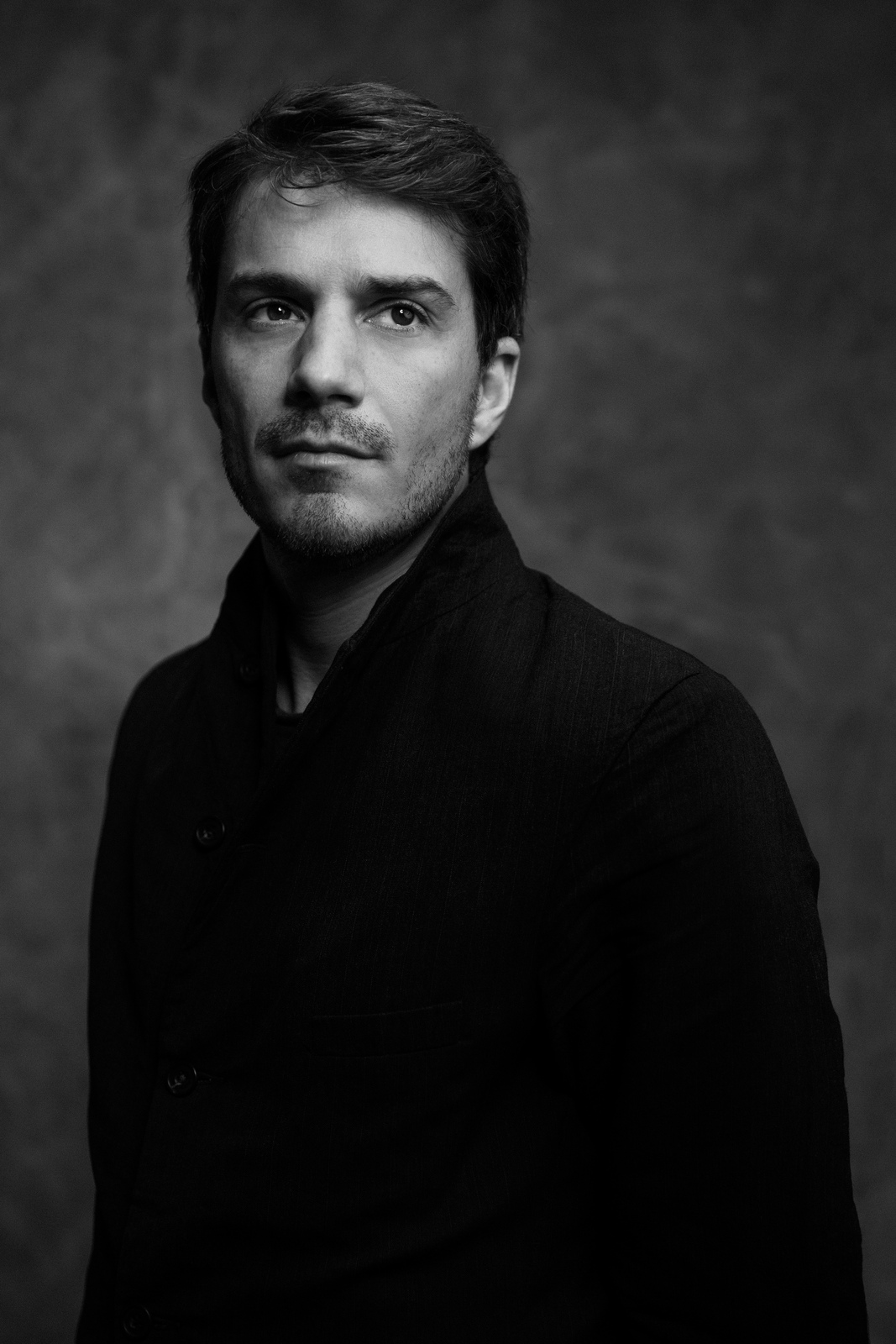
Sven Løve est l'un des premiers DJ à jouer le titre de Stardust en soirée.

Les premiers tests vinyles de Music Sounds Better with You paraissent sous le label Roulé en France en mars 1998. Selon Alan Braxe, la chanson n'a pas rencontré le succès auprès des clubbers parisiens : « Certains disent : "Quand ce morceau a été joué pour la première fois, c'était incroyable, tout le monde dansait" - à mon avis, ce n'est pas vrai. Il n'a pas fallu longtemps aux gens pour comprendre la structure du morceau et commencer à danser dessus, mais dès la première écoute, la réaction a été : "Qu'est-ce que c'est ? ». Le titre est joué dans une soirée « Respect » par Sven Løve : l'un des organisateurs, David Blot, déclare : « Je me souviens très bien, c'était la première fois qu'on l'entendait, j'ai vu 2 000 personnes s'enflammer d'un coup. C'était n'importe quoi ».

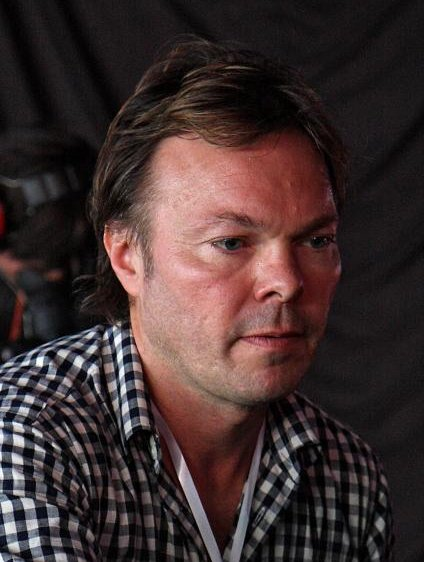
Pete Tong est à l'origine de la première diffusion à la radio de Music Sounds Better with You.

Le single était destiné aux disc jockeys, mais ceux-ci sont de plus en plus nombreux à en demander un exemplaire : les membres de Stardust en distribuent quinze sous forme de disque en white label lors de la Miami Winter Music Conference en 1998. Le DJ new-yorkais Hector Romero est de ceux qui ont bénéficié de cette distribution : « J'ai été époustouflé la première fois que je l'ai entendu, comme la plupart des gens. C'était tellement contagieux. Voici ce disque qui échantillonne cette simple boucle d’une mesure, et ils ont réussi à créer un monstre autour ! C’était presque choquant ». Le titre est joué dans toutes les soirées de la conférence et fait des envieux auprès des disc-jockeys qui n'ont pas pu se le procurer. D'après l'équipe des soirées « Respect » à Miami, « On a vu la traînée de poudre Stardust en live et, quand tu vois ça en live, je te jure que t'as une montée d'adrénaline ». Selon Gildas Loaëc, le co-manager de Roulé, qui observe également l'intérêt porté par la presse anglo-saxonne à la chanson de Stardust, Pete Tong, le DJ de BBC Radio 1, est le premier disc-jockey à diffuser cette chanson à la radio,. Le single est commercialisé à partir du 20 juillet 1998 et la chanson passe à la radio à raison d'une diffusion par heure,. Thomas Bangalter explique que la sortie tardive de Music Sounds Better with You est due au délai très long pour obtenir les droits d'utilisation de Fate.
À l'issue de la Miami Winter Music Conference, les disc-jockeys et les journalistes anglo-saxons attendent avec impatience la sortie de ce qui est décrit comme le « track dance de l'année ». Cette attente donne naissance à plusieurs enregistrements pirate : un DJ d'Édimbourg sort une copie illégale de Music Sounds Better with You avec un sample de I Can't Go for That de Daryl Hall et John Oates. Le DJ anglais Paul Glancey sort illégalement une version plus rapide du titre, intitulée Spacedust, Music Feels Good With You, qui s'écoule à 10 000 exemplaires. Dans le même temps, le groupe britannique Stuntmasterz sort Holiday Sounds Better with You, qui mixe le titre de Stardust avec Holiday de Madonna. Il paraît également un white label intitulé Off The Hook – Volume 2, qui reprend illégalement Music Sounds Better with You avec une basse de style garage.
Afin de faire face à la forte demande des disc-jockeys du monde entier que ne peut satisfaire un label artisanal comme Roulé, et aussi pour contrer la sortie des copies pirates, Stardust signe avec le label Virgin Records, qui sort Music Sounds Better with You en format CD et en cassette le 10 août 1998 au Royaume-Uni,,. D'après Gildas Loaëc, Thomas Bangalter, qui a connu le succès avec son groupe Daft Punk à l'occasion de la parution de l'album Homework, n'a pas apprécié l'attention supplémentaire dont il fait l'objet en raison du succès de Stardust : « Roulé était censé être un passe-temps, une plate-forme créative, mais il y avait aussi Stardust qui explosait dessus, donc ce n'était pas aussi agréable pour lui ». Benjamin Diamond réalise à quel point la chanson est devenue populaire lorsqu'il l'a entendue lors de ses vacances en Italie : « Putain ! Quelqu'un passe notre chanson à la radio. Bientôt, elle était partout. À un moment donné, tout cela m’a semblé trop. Je voulais réussir, mais là, c’était autre chose. On avait l’impression que tous les yeux étaient braqués sur nous ».
Aux États-Unis, Music Sounds Better with You est diffusé à la radio le 15 septembre 1998, avant une sortie commerciale le 22 septembre,.

### Clip vidéo
Réalisé par Michel Gondry et tourné à Los Angeles durant l'été 1998, le clip vidéo de Music Sounds Better with You met en scène un garçon qui monte un planeur en modèle réduit (Vanderer de Marks Models) chez lui sur plusieurs jours. Au début du clip on voit ses parents lui acheter le planeur. Le clip met en scène les membres du groupe Stardust sous les traits de personnages fictifs, vêtus de costumes blancs, de masques argentés pour Bangalter et Braxe, tandis que le visage de Diamond, dont le crâne est rasé, est peint en couleur argentée,. Diamond raconte qu'il « faisait tellement chaud que la maquilleuse devait revenir sans cesse car la peinture coulait sur moi à cause de la sueur ». Stardust est en train de monter au sommet du hit-parade dans l'émission de télévision Top 5 Hits, le groupe montant d'une place chaque jour. Les quatre autres artistes et chansons du classement sont des parodies de tubes des années 1980. Quand le garçon finit de monter son planeur, il sort et le lance dans les airs mais son avion se pose sur un nuage. C'est le même nuage sur lequel Stardust a interprété sa chanson à la télévision. Le groupe récupère le planeur puis le renvoie avec bienveillance au garçon, s'éloigne sur leur nuage en lui faisant signe. L'unique preuve de leur passage est une trace de main sur l'aile du planeur, en poussière argentée, faisant écho au nom du groupe qui se traduit par « poussière d'étoile ».
Alan Braxe décrit le clip comme étant « chaleureux et nostalgique mais, comme la chanson, il comporte une pointe de mélancolie. Et je pense que c'est vraiment crucial dans la house, la dance ou même le disco : il y a toujours une forme de mélancolie ». Braxe explique ainsi que « la vie familiale du garçon est évidemment troublée ; l'avion est un moyen de s'échapper ». Le journaliste Bruce Tantum, pour la revue britannique DJ Magazine évoque un clip « charmant et rêveur ». Jonny Coleman, journaliste pour la revue Insomniac, écrit que le clip « ne fait que renforcer l’idée que tout ce concept de Stardust est censé exister dans un autre espace liminal familier mais étranger, quelque chose de fantomatique mais néanmoins chaleureux et accueillant ».
Le clip passe très régulièrement sur la chaîne de télévision MTV tandis que la radio Skyrock utilise la chanson comme jingle pour habiller son antenne.

## Réception

### Réception critique
Music Sounds Better with You est encensé par la critique. John Bush d'AllMusic applaudit « l'un des singles dance les plus irrésistibles et sublimes de la décennie ». Larry Flick, pour l'hebdomadaire américain Billboard, décrit une « chansonnette aux accents européens » avec « un petit refrain contagieux et une ligne de basse disco solide et old-school… son exécution la rend pop avec une énergie rafraîchissante ». Annabel Ross, dans un article rétrospectif pour Billboard en 2018, qualifie le titre de « sublime dans sa simplicité » et estime qu'il s'agit de l'une des meilleures chansons de la dance music. Le magazine américain Slant Magazine loue une « dose exaltante de cocaïne dancefloor avec un rythme de guitare suave, une ligne de basse souterraine et l’une des plus grandes autocritiques de la musique dance de tous les temps ». Le journal Libération salue « une bombe qui réconcilie le commun et l'extraordinaire, la masse et la jet set, le jour et la nuit ».
Sur le site spécialisé Pitchfork, Andy Battaglia estime que Music Sounds Better with You démontre les similitudes entre le disco et Daft Punk. Il fait l'éloge d'une guitare « planante », d'une ligne de basse « qui fait tourner les têtes » et d'un chant « lascif » qui soulignent la douceur de la phrase-titre de la chanson. Bruce Tantum, pour la revue mensuelle DJ Magazine, écrit que la chanson « ne fait pas grand-chose, et ce n'est pas nécessaire. Elle existe dans un état de perfection qui procure du plaisir ». Josh Baines, pour le magazine Vice, estime qu'il s'agit du « papa absolu de la French touch, l'un des disques les plus authentiquement transcendantaux jamais enregistrés. Ce classique de Braxe et Bangalter est comme Billie Jean ou So Weit Wie Noch Nie ou Be My Baby ou Dick By the Pound — écoutez-le n'importe où, n'importe quand, n'importe où et il défonce ». Il estime que l'utilisation « paresseuse » du sample de Chaka Khan est « un doigt d'honneur désinvolte adressé à quiconque valorise l'originalité par rapport à l'impact ». La BBC juge que le morceau constitue « quatre minutes de funk français construites sur une boucle de quatre mesures brutalement efficace qui est devenue le son signature de l'été 1998 ».

### Réception commerciale

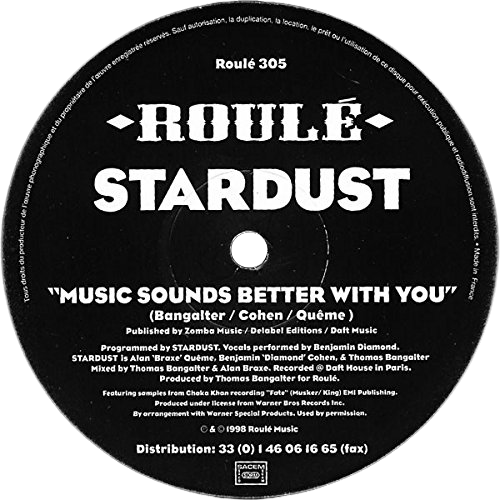
Le vinyle de Music Sounds Better with You sorti par le label Roulé.

Devenu le classique de l'été dans les soirées d'Ibiza en 1998, Music Sounds Better with You atteint la première place des charts en Grèce et en Espagne et le top 10 dans au moins neuf autres pays, dont la France. Au Royaume-Uni, la chanson atteint même la seconde place : d'après Stéphane Jourdain, ce succès outre-manche s'explique par le fait que les Anglais ont compris le titre comme Music Sounds Better with E, « E » étant le symbole de l'ectasy, et que la chanson est une ode à la consommation de drogue.
Aux États-Unis, la chanson s'est classée en tête du classement Billboard Dance Club Play pendant deux semaines et a atteint la 62e place du Billboard Hot 100,. Au Canada, la chanson a atteint la deuxième place du Canadian Singles Chart et la cinquième place du RPM Dance Chart,.
Music Sounds Better with You est certifié double disque de platine au Royaume-Uni, disque de platine en Australie et disque d'or en Belgique, en France et aux États-Unis. En 2018, il s'est vendu à plus de deux millions d'exemplaires dans le monde, dont entre 250 000 et 400 000 exemplaires sous le label Roulé. Le titre est devenu un classique de la dance music, exporté dans le monde entier par la société Topplers, spécialisée dans la vente de vinyles français à l'international.

## Postérité

### Distinctions
En 1998, les lecteurs du magazine américain Mixmag décernent à Music Sounds Better with You le titre de meilleur single dance de l'année. En 2013, Mixmag classe la chanson de Stardust au sixième rang des  meilleures chanson de dance. En 2018, le même mensuel l'inclut dans sa liste des meilleurs hymnes vocaux de house, puis en 2019, le classe parmi les 15 meilleurs morceaux de house sur l'amour,. Le site spécialisé Pitchfork classe le titre 46e meilleure chanson des années 1990 et l'inclut dans The Pitchfork 500, un livre faisant l'inventaire des plus grandes chansons de 1977 à 2008,. En 2011, Slant Magazine classe la chanson comme étant le 99e meilleur single des années 1990.
En 2017, le site américain BuzzFeed nomme Music Sounds Better with You 72e meilleure chanson de dance des années 1990. En 2020, l'hebdomadaire américain New Musical Express l'intègre dans sa liste des vingt meilleures chansons house. Les lecteurs du magazine Mixmag considèrent sa ligne de basse comme l'une des meilleures de la musique dance, et Red Bull l'inclut dans sa liste des dix « chansons dance sous-estimées des années 1990 qui sonnent toujours incroyablement bien ». En 2022, Pitchfork nomme Music Sounds Better with You dans sa liste des trente meilleurs morceaux de house des années 1990. Le mensuel américain Rolling Stone nomme ce morceau 73e meilleure chanson dance de tous les temps et le bimensuel britannique Classic Pop le classe huitième meilleure chanson dance des années 1990,. En 2023, l'hebdomadaire américain Billboard classe le titre au 15e rang des soixante meilleures chansons de dance sur l'amour. En 2024, le quotidien britannique The Guardian le nomme troisième meilleur morceau de la French touch.

### Séparation de Stardust
Après le succès de Music Sounds Better with You, Virgin Records propose un contrat de trois millions de dollars à Thomas Bangalter pour produire un album de Stardust. Le groupe a créé cinq à six démos, mais les a abandonnées et a décliné l'offre,. En 2012, Alan Braxe déclare qu'il n'y avait aucun projet de sortie des démos, affirmant que cela donnait à Music Sounds Better with You « une certaine magie et un certain mystère » ; il rappelle en 2018 : « N'oubliez pas que nous avons fait cette chanson et que nous l’avons sortie sur Roulé, c’était un label underground, le genre de label où l’on sort un single et un autre single. Par chance, la chanson est devenue un tube, mais cela ne veut pas dire qu'il doit y avoir un album ». Dans une autre entretien, il affirme que « ce qui s'est passé avec la chanson était vraiment incroyable, et nous voulions la laisser comme ça ». Benjamin Diamond déclare qu'il aurait voulu continuer avec Stardust, mais que Bangalter était concentré sur Daft Punk : Celui-ci a préféré arrêter cette collaboration avec Stardust après que l'un de ses membres a tenté de renégocier ses droits d'auteur sur les conseils de son avocate,. En dehors de sa performance au Rex Club, Stardust ne s'est produit qu'une seule fois, dans un set de trente minutes lors d'une soirée « off » du festival de musique techno Boréalis, au Rockstore à Montpellier,,.
Benjamin Diamond et Alan Braxe reprennent leur carrière solo. Diamond explique qu'il a du mal à revenir à son propre style de musique, et sa maison de disques, Sony, fait pression sur lui pour qu'il propose une musique similaire à celle de Stardust. Bangalter continue produire de la musique avec Guy-Manuel de Homem-Christo avec qui il forme le groupe Daft Punk. Ils interprètent un mashup de Music Sounds Better with You et de One More Time lors de leur tournée 2006-2007. Cette performance est incluse sur le disque bonus de l'album live Alive 2007, que le magazine Pitchfork décrit comme « une combinaison si « holy shit » extatique qu'elle semblerait carrément prétentieuse si elle n'était pas si heureuse ».

### Reprises et rééditions
En 1999, le RPR utilise sans autorisation Music Sounds Better with You comme hymne de campagne dans le cadre des élections européennes. Thomas Bangalter intente un procès à Nicolas Sarkozy, alors président par intérim du parti, qui est condamné à un franc de dommages et intérêts.
En 2011, Big Time Rush échantillonne Music Sounds Better with You pour leur morceau Music Sounds Better with U. La chanson est également reprise dans le jeu vidéo Grand Theft Auto V en 2013. La même année, elle est aussi reprise dans un mashup avec le titre Lady de Modjo lors d'un concert du groupe de rock britannique The xx et Jessie Ware. En 2018, Stardust réédite une version remastérisé de Music Sounds Better with You, à l'occasion de son vingtième anniversaire, sous le label Because Music, qui est également publiée sur les plateformes de streaming. Le titre est également inclus dans la réédition de l'album de compilation The Upper Cuts d'Alan Braxe en 2023. Une reprise de la chanson interprétée par Neil Frances en 2017 est certifiée disque de platine en Australie en 2024. Music Sounds Better with You est aussi utilisée dans la bande-son de la cérémonie d'ouverture des Jeux olympiques d'été de 2024.

## Liste des pistes
Toute la musique est composée par Thomas Bangalter, Alan Braxe, Benjamin Diamond.
| A. | Music Sounds Better with You | 6:50 |

| 1. | Music Sounds Better with You (Radio Edit)        |             | 4:21 |
| 2. | Music Sounds Better with You (12" Club Mix)      |             | 6:48 |
| 3. | Music Sounds Better with You (Bob Sinclar Remix) | Bob Sinclar | 6:46 |

| 1. | Music Sounds Better with You (Radio Edit)           |                          | 4:21  |
| 2. | Music Sounds Better with You (12" Club Mix)         |                          | 6:48  |
| 3. | Music Sounds Better With You (Anthem From Paris)    | Bibi, Dimitri from Paris | 10:28 |
| 4. | Music Sounds Better With You (Chateau Flight Remix) | Château Flight           | 7:14  |

| A. | Music Sounds Better With You (Bibi & Dim's Anthem From Paris) | Bibi, Dimitri from Paris | 10:30 |
| B. | Music Sounds Better With You (DJ Sneak 32 On Red Dub Mix)     | DJ Sneak                 | 5:41  |
| C. | Music Sounds Better With You (Chateau Flight Remix)           | Château Flight           | 7:17  |
| D. | Music Sounds Better With You (DJ Sneak's 32 On Red Mix)       | DJ Sneak                 | 8:16  |

## Classements, certifications et succession
| Classement (1998-1999)                  | Meilleure position |
| --------------------------------------- | ------------------ |
| Allemagne (GfK Entertainment)           | 26                 |
| Australie (ARIA)                        | 4                  |
| Autriche (Ö3 Austria Top 40)            | 24                 |
| Belgique (Flandre Ultratop 50 Singles)  | 18                 |
| Belgique (Wallonie Ultratop 50 Singles) | 12                 |
| Canada (Canadian Digital Song Sales)    | 2                  |
| Canada(RPM Dance Charts)                | 5                  |
| Écosse (OCC)                            | 2                  |
| Espagne (AFYVE)                         | 1                  |
| États-Unis (Billboard Hot 100)          | 62                 |
| États-Unis (Hot Dance Club Play)        | 1                  |
| France (SNEP)                           | 10                 |
| Irlande (Irish Singles Chart)           | 5                  |
| Italie (FIMI)                           | 7                  |
| Norvège (VG-lista)                      | 14                 |
| Nouvelle-Zélande (RMNZ)                 | 8                  |
| Pays-Bas (Single Top 100)               | 15                 |
| Royaume-Uni (UK Singles Chart)          | 2                  |
| Suède (Sverigetopplistan)               | 27                 |
| Suisse (Schweizer Hitparade)            | 7                  |

| Pays              | Certification | Date       | Unités certifiées |
| ----------------- | ------------- | ---------- | ----------------- |
| Australie (ARIA)  | Platine       | 1998       | 70 000            |
| Belgique (BEA)    | Or            | 30/10/1998 | 25 000            |
| États-Unis (RIAA) | Or            | 30/05/2024 | 500 000           |
| France (SNEP)     | Or            | 21/12/1998 | 250 000           |
| Royaume-Uni (BPI) | 2 × Platine   | 11/11/2022 | 1 200 000         |